# Капінос Василь Максимович
Васи́ль Макси́мович Капіно́с (1919—2007) — український фахівець в царині турбінобудування, доктор технічних наук (1968), професор (1969), заслужений діяч науки і техніки УРСР (1985), лауреат Державної премії УРСР в галузі науки і техніки (1979).

## Життєпис
Народився 1919 року в місті Харків. Протягом 1938—1941 років навчався у Ленінградському політехнічному інституті.
Брав участь у нацистсько-радянській війні, має бойові нагороди — орден Олександра Невського, двома — Вітчизняної війни 1-го ступеню. 1948 року закінчив Харківський механіко-машинобудівельний інститут (1948), де від того часу й працював.
В 1969—1972 роках — декан енергомашинобудівельного факультету, протягом 1972–1977-х — проректор з навчальної роботи. В 1976–1989-х — завідувач, від 1989 року — професор кафедри турбінобудування.
Напрями наукових досліджень: тепломасообмін та гідродинаміка у парових й газових турбінах.
Серед робіт:
- «Змінний режим роботи парових турбін», 1989, у співавторстві
- «Модифікований інтегральний метод розрахунку турбулентного межового шару», 1996
- «Усереднений метод стінки», 1998, у співавторстві
- «Математична модель течії пари із циліндра високого тиску турбіни через косозрізаний дифузор», 1999, у співавторстві
- «Порівняння алгебраїчних моделей турбулентності», 2000, у співавторстві.

Лауреат Державної премії УРСР в галузі науки і техніки 1979 року — за «створення серії парових турбін одиничною потужністю 500000 кВт (типу К-500-65/3000) для атомних електростанцій», співавтори Брюханов Віктор Петрович, Вірченко Михайло Антонович, Герман Самуїл Йосипович, Касаткін Борис Сергійович, Косяк Юрій Федорович, Назаров Ігор Костянтинович, Панков Ігор Іванович, Рудковський Арій Федорович, Сухінін Віктор Павлович.